# Jigme Ngapo
Jigme Ngapo (Lhasa, 1951) is een Tibetaans antropoloog, activist en radiomaker.
Hij is een zoon van Ngabo Ngawang Jigme, een Tibetaans minister onder de veertiende dalai lama in Tibet, en na de opstand in Tibet van 1959 de hoogste communistische bestuurder in de Tibetaanse Autonome Regio.
Jigme Ngapo verliet China in 1985 en woont sinds op z'n minst 1987 in de Verenigde Staten.

## Studie
Sinds 1959 leerde Jigme Ngapo in Peking aan twee scholen. In 1968 ging hij naar Hohhot in Binnen-Mongolië, waar hij tot 1972 studeerde. Na zijn diplomering gaf hij les aan de Tibet Lhasa Lerarencollege.
In 1978 werd hij toegelaten tot de Centrale Universiteit voor Nationale Minderheden in Peking waar hij zijn master behaalde. Hier werd hij assistent-onderzoeker in Tibetaanse studies.
In 1985 bezocht hij het buitenland en in 1987 ging hij naar de Universiteit van Virginia, voor studie in de antropologie.

## Verenigde Staten
In 1990 begon hij als politiek analist voor de niet-gouvernementele organisatie International Campaign for Tibet in Washington D.C. Vervolgens leidt hij de sectie in de Tibetaans bij de radiozender Radio Free Asia.